# Punta Ala e isolotto dello Sparviero
L'area tra Punta Ala e l'isolotto dello Sparviero è un'area protetta della provincia di Grosseto, in Toscana, di 335,4 ettari, riconosciuta come sito di interesse regionale (SIR) e sito di importanza comunitaria (SIC n. 107 “Punta Ala e isolotto dello Sparviero”, cod. natura 2000 IT51A0007). 
Nel tratto di costa alta compreso fra Punta Ala e Punta delle Rocchette che chiude a sud il golfo di Follonica, nella parte settentrionale del litorale maremmano vi si incontra il biotopo detto Costiera, che ricade interamente nel territorio comunale di Castiglione della Pescaia ed è posto fra i 42°47' e i 42°48' N di latitudine, a circa 28 km a NW di Grosseto.

## L'area protetta

### SIR
Il sito di interesse regionale presenta un ecosistema microinsulare scarsamente disturbato, nonostante la forte presenza d'imbarcazioni nel periodo estivo, caratterizzato da Falesie e coste rocciose con tipiche formazioni vegetali a Juniperus phoenicea o a Euphorbia dendroides. 
I principali elementi di criticità interni al sito sono: 
- Turismo balneare e nautico molto intenso.
- Rischio d'incendi.
- Presenza di villette isolate e strade sterrate.
- Evoluzione della vegetazione, che determina il rischio di scomparsa di prati annui e garighe.
- Presenza, nell'Isolotto dello Sparviero, di un'abbondante popolazione nidificante di gabbiano reale (Larus cachinnans) e di un dormitorio invernale di cormorano (Phalacrocorax carbo), che condizionano (soprattutto i gabbiani) la vegetazione e l'assetto ecosistemico complessivo, mediante l'azione chimica e meccanica sul suolo, la drastica influenza sulla disponibilità di risorse trofiche, la predazione diretta a carico di invertebrati e la competizione a carico di altri uccelli marini.

I principali elementi di criticità esterni al sito sono: 
- Turismo balneare e nautico molto intenso nelle aree circostanti il sito.

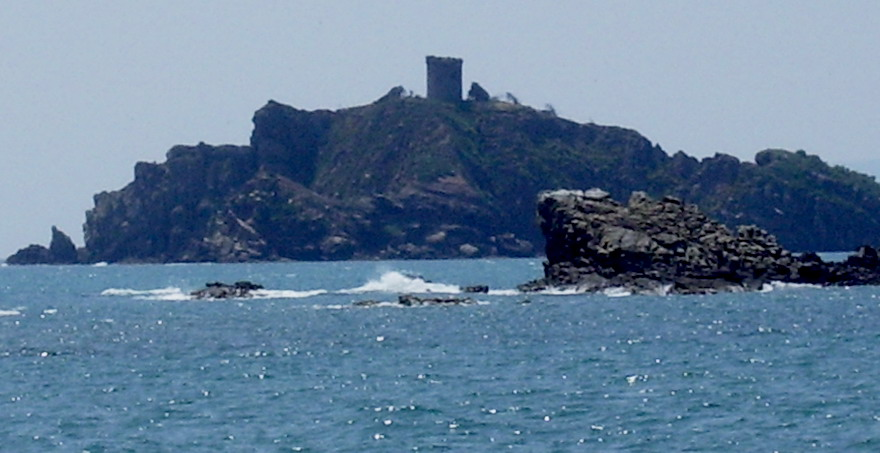
L'Isolotto dello Sparviero visto da Punta Ala

I principali obiettivi di conservazione da adottare sono: 
1. Conservazione/ripristino della naturalità dell'Isolotto dello Sparviero e delle specie rare e/o endemiche presenti (E).
2. Conservazione dei livelli di naturalità del sito, evitando la realizzazione di opere (ad esempio, strade carrabili) che favoriscano forme di sviluppo incompatibili con il SIR (E).
3. Conservazione dei vari stadi delle successioni vegetazionali e dell'integrità degli habitat costieri rocciosi (M).

Indicazioni per le misure di conservazione: 
- Verifica ed eventuale adeguamento degli strumenti di pianificazione territoriale (E).
- Attivazione di programmi per il contenimento delle popolazioni nidificanti di gabbiano reale (E).
- Monitoraggio degli uccelli marini nidificanti nell'Isolotto dello Sparviero e adozione di misure di conservazione adeguate, in caso d'insediamento di colonie di gabbiano corso Larus audouinii (E).
- Azioni di sensibilizzazione, presso i porti turistici, per limitare l'impatto di comportamenti inconsapevoli dei turisti, che possono danneggiare l'ambiente dell'Isolotto dello Sparviero (B).
- Interventi diretti (misure gestionali) per la conservazione di garighe e prati annui (B).

### Biotopo Costiera
Il biotopo racchiude un tratto di costa fra i più naturali e meglio conservati del litorale tirrenico toscano. In esso sono rappresentate tipologie vegetazionali ad elevata naturalità, caratteristiche delle coste alte di ambiente mediterraneo su roccia prevalentemente arenacea. Le scogliere con vegetazione delle coste mediterranee con specie endemiche di Limonium risultano fra gli habitat di interesse conservazionistico a livello comunitario (Direttiva 97/62/CE).
L'esposizione sud-occidentale consente la permanenza delle stazioni peninsulari più settentrionali di palma nana (Chamaerops humilis) e di altri elementi floristici pregevoli di ambiente termo mediterreaneo come Thymelea hirsuta, Euphorbia dendroides e Fumana laevipes.
Non sono presenti aree protette ai sensi della L 394/91 e LRT 49/95.

## Geomorfologia
La tipologia ambientale prevalente nel SIR è data dall'area costiera (e isola minore) con macchia mediterranea, boschi di leccio e vegetazione delle coste rocciose. Altre tipologie ambientali rilevanti: le garighe e le praterie annue, e i coltivi.
Il promontorio di Punta Ala è formato dalla parte più occidentale del complesso collinare di Poggio Peroni (348 m), il quale si estende con andamento nordest-sudovest lungo una dorsale che lo collega al Poggio Santa Petronilla per poi terminare nella depressione valliva del Torrente Alma (Pian d'Alma). 
Il biotopo racchiude i versanti costieri del sistema collinare che digradano a mare con pendenze molto accentuate per uno sviluppo di circa 6 km.
Geolitologicamente prevale largamente la formazione arenacea del “Macigno”, costituita da rocce sedimentarie quarzose micaceofeldspatiche a cemento argilloso. Localmente esse sono talvolta associate ad argille siltose con rari interstrati calcarenitici. 
In corrispondenza degli sbocchi di ripidi impluvi sulla linea di costa si hanno depositi di materiale alluvionale antico.
Alla base dei versanti sud-orientali di Poggio Peroni, Punta delle Rocchette - Punta Ala verso le Rocchette, compaiono anche affioramenti calcarei di una certa estensione. 
Completa il quadro geolitologico la presenza della formazione denominata “Pseudoverrucano”, un complesso clastico composto da ciottoli di quarzo in cemento arenaceo-siliceo rosso. Esso entra in diretto contatto con i calcari e costituisce con essi la Punta delle Rocchette.
Climaticamente il promontorio ricade pienamente nel tipo mediterraneo, con precipitazioni medie intorno ai 600 mm annui concentrate nel periodo autunno-invernale, e temperature di circa 15,5 °C. 
La costa è relativamente riparata dai venti freddi nord-orientali, mentre è pienamente esposta a quelli occidentali più caldi ed umidi. Questo rappresenta un fattore favorevole per la persistenza di specie molto termofile come la palma nana e l'euforbia arborea.

## Fauna

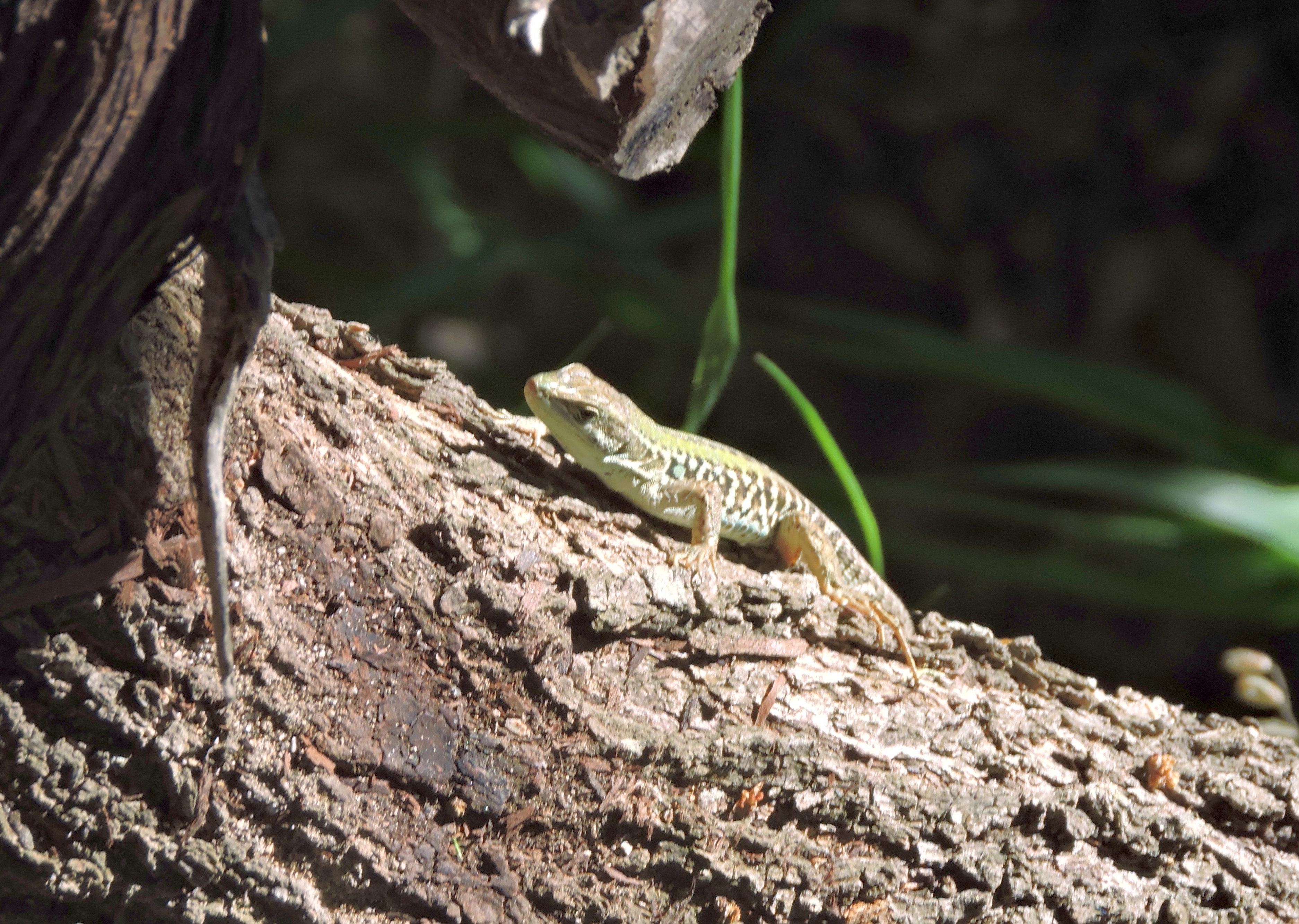
Una lucertola sul sentiero che porta alla punta

Presenza di specie ornitiche rare caratteristiche degli isolotti minori e delle coste rocciose.
Da segnalare la presenza di Apus melba, raro in Toscana. Presenza di Phyllodactylus europaeus, specie endemica dell'area mediterranea occidentale. Tra gli insetti, da segnalare la presenza della Euplagia quadripunctaria.

## Flora
Nell'area costiera (e isola minore) si incontrano ambienti con macchia mediterranea, boschi di leccio e vegetazione delle coste rocciose.

### Biotopo Costiera
L'ambito pedoclimatico del biotopo Costiera è ottimale per lo sviluppo di vegetazione sclerofillica mediterranea; sono praticamente assenti latifoglie decidue. 
Le parti basse della scogliera che precipita a mare sono colonizzate in modo abbastanza continuo da una sottile cintura di vegetazione pioniera a bassissima copertura, dominata da camefite alofile che si impiantano nelle fessure della roccia dove si forma un sottile strato di suolo. Essa prende il nome di Crithmo-Limonietum multiformis, dal nome delle due specie più caratteristiche e dominanti, finocchio di mare (Crithmum maritimum) e statice multiforme (Limonium multiforme).
Al di sopra di essa, dove l'apporto di aerosol marino è minore, è insediata una fascia di macchia rada a dominanza di ginepro fenicio (Juniperus phoenicea), barba di giove (Anthyllis barba-jovis), rosmarino (Rosmarinus officinalis) e tè siciliano (Prasium majus) che prende il nome di Teucrio-Juniperetum phoeniceae.
Poco più in alto, a queste due si aggiungono l'olivastro (Olea europaea var. sylvestris), l'alaterno (Rhamnus alaternus) e la fillirea a foglie strette (Phillyrea angustifolia).
Di particolare interesse è la variante ancor più termo-xerofila di questa macchia di costa dirupata, in cui compaiono la palma nana (Chamaerops humilis) e l'euforbia arborea (Euphorbia dendroides). Essa prende il nome di Óleo-Euphorbietum dendroidis e si presenta in piccoli nuclei relittuali in stazioni pressoché inaccessibili ben protette dai venti nord-orientali e assolate, come la foce di Rio Palma, Cala Galera e Punta delle Rocchette.
Ancora più in alto la macchia rada si trasforma in un tipico forteto più o meno evoluto dominato dal leccio. Gli stadi degradati del forteto a leccio su terreno siliceo sono fruticeti eliofili con eriche ( E. scoparia, E. arborea), cisti (C. salvifolius, C. incanus), ginestra spinosa (Calicotome villosa), mirto (Myrtus communis) ed altri arbusti acidofili. 
Ivi si aggiunge spesso il “sarracchio” (Ampelodesmos mauritanicus), vigorosa e tenace graminacea che spesso testimonia il passaggio del fuoco. 
L'associazione prende il nome di Ampelodesmo-Ericetum scopariae.
La flora del promontorio è piuttosto ricca di specie mediterranee a gravitazione occidentale. Molto abbondante è l'endemica toscana Limonium multiforme, che si impianta sulle rocce a mare esposte ai marosi assieme a Daucus gingidium, Crithmum maritimum, Dactylis glomerata ssp. hispanica, Reichardia picroides, Sonchus arvensis, Allium ampeloprasum e altre. 
In questa fascia compaiono anche Senecio cineraria, un'asteracea bianco lanosa dalla vistosa fioritura gialla, Mesembrianthemum nodiflorum, caratteristica aizoacea dalle foglie cilindriche e crassulente, e Fumaria bicolor, una specie mediterraneo-occidentale frequente nelle isole dell'arcipelago Toscano. 
Di particolare rilievo è la presenza della palma nana (Chamaerops humilis), che sul promontorio trova il limite settentrionale di distribuzione nella penisola italiana. A causa della sua rarità in Toscana essa appare nella lista rossa regionale delle specie vulnerabili.
Altri elementi termo-xerofili caratteristici sono Euphorbia dendroides e Thymelea hirsuta, pianta dall'habitus di cespuglietto legnoso con rami ricadenti e foglie squamiformi ricoperte di fitta peluria biancastra sulla pagina inferiore.
Sulle pendici scoscese arenacee presso Cala Galera compare anche la cistacea Fumana laevipes, un piccolo suffrutice glaucescente dai fiori gialli non frequente nella Toscana continentale, anch'essa tipica di stazioni particolarmente caldo-aride. Nella stessa località vive anche l'asteracea Phagnalon saxatile, altra piccola camefita dai capolini giallastri, anch'essa rara in Toscana.
Sulla porzione calcarea della scogliera delle Rocchette sono invece presenti stazioni di violacciocca (Matthiola incana), camefita dalla vistosa fioritura rosso-violacea, e la leguminosa arbustiva Coronilla valentina.
Sulle rocce arenaceo-silicee e in piccole stazioni sabbiose sono invece presenti alcune piccole specie fitogeograficamente interessanti, come la cariofillacea Paronychia echinulata e le graziose iridacee Rotulea rollii e Rotulea ramiflora.
Nelle radure della macchia compaiono infine numerose specie annuali di Trifolium, Medicago, Vulpia, Aira, Euphorbia ed altri generi.